# Illiniwek
Los illiniwek (literalmente, ‘los hombres’), también conocidos como illini o illinois, eran una confederación de tribus (algonquinos) de Norteamérica, hoy en día extinta. Agrupaba las pequeñas tribus kaskakia, cahokia, peoria, tamaroa, michigamea y maingwena. De estas, sin embargo, solo sobreviven los peoria.

## Localización
Ocupaban originariamente el sur de Wisconsin, norte de Illinois y parte de Misuri y Iowa. Actualmente solo sobrevive un grupo de peoria en Pimpetenoi, en el condado de Miami (Oklahoma), mientras que un grupo de kaskakia viven cerca de Ottawa (Canadá).

## Demografía
En el siglo XVIII solo quedaban unos 8.000 individuos, pero fueron reducidos a 1800 en 1759, y de ahí a 150 en 1770. Su lengua se ha perdido, y solamente sobreviven la fracción de los peoria.

## Costumbres
Eran cazadores en pequeños grupos, y cazaban mamíferos forestales durante todo el año, y mientras que en el invierno cazaban el bisonte en las llanuras, las mujeres cultivaban maíz, calabazas y melones, y pescaban salmón. Su cultura era una mezcla del noreste con elementos del Misisipi. Cazaban los búfalos mediante anillos de fuego en tierra, arcos y flechas, y con su piel hacían ropa y secaban su carne. Sus poblados consistían en refugios cubiertos de estopa y corteza en los que vivían varias familias. No se sabe mucho sobre su organización social, pero debía ser parecida a la de los miami, con un jefe civil escogido por el consejo del poblado y un jefe militar escogido en función de su actividad guerrera. Fabricaban canoas, herramientas y armas.

## Historia
Hacia 1640 sus principales tribus eran los cahokia en Cahokia, Illinois, incluido el centro y sur del estado; chepoussa al NE de Arkansas y SE de Misuri; coiracoentanon en el río Des Moines, (SE de Iowa); kaskaskia, en el alto río Illinois cerca de Utica hasta el sur Wisconsin; michigamea en el NE de Arkansas, entre los ríos Saint Francis y Misisipi; moingwena en la desembocadura del Des Moines (Riviere de Moingwena) hasta el SE de Iowa y NE de Misuri; peoria al NE de Iowa, SO de Wisconsin, y NO de Illinois; tamaroa en ambas orillas del Misisipi y en las desembocaduras del Illinois y el Misuri; y tapouaro, en el este de Iowa y oeste de Illinois, cerca de las desembocaduras del río Iowa.
A mediados del siglo XVII muchos de ellos se habían concentrado a lo largo del río Illinois, desde Starved Rock hasta el Misisipi, a causa de la expansión de los fox y de los sioux. 
Fueron visitados por primera vez por Louis Jolliet y Jacques Marquette en 1673, más tarde por Henri de Tonti en 1680 y por La Salle en 1682, que les pusieron bajo la órbita francesa. Los peoria se trasladaron en 1688 a la orilla oeste del Misisipi.
Se mantuvieron como aliados de los franceses contra los ingleses en la guerra de 1759-1763, a pesar de los ataques que sufrieron, no sólo de los iroqueses, sino también de los otros algonquinos. En 1755 fueron confinados al sur de Illinois. El hecho de que en 1768 un illinois matase al jefe ottawa Pontiac, los enemistó definitivamente, y supuso una guerra a muerte contra el resto de las tribus algonquinas, que supondría prácticamente su exterminio. Los supervivientes marcharon en 1770 hacia el asentamiento francés de Kaskakia. El 3 de agosto de 1795 los peoria firmaron un tratado con los Estados Unidos por el cual disfrutaban de libertad de caza en las tierras cedidas a los blancos. En 1832 se unirían los peoria y kaskakia, y los illiniwek como tales ya no serían reconocidos.

## Enlaces
- Confederación Illinois Archivado el 15 de noviembre de 2006 en Wayback Machine.
- Los Illinois
- Tribus de la región Illinois/Missouri Region
- Los Illinois: Señores del Valle del Mississippi (1673) (enlace roto disponible en Internet Archive; véase el historial, la primera versión y la última).
- Las Tribus de la Confederación Illinois
- Peoria Tribe of Indians of Oklahoma

- Datos: Q1543791
- Multimedia: Illinois Confederation / Q1543791